# Wintersternbild
Als Wintersternbild wird in Europa eine Konstellation bezeichnet, die am abendlichen Winterhimmel gut zu sehen ist. An sich gilt der Begriff für die gesamte Nordhalbkugel der Erde, während dieselben Sternbilder südlich des Äquators zwar zur selben Zeit, aber im dortigen Sommer zu beobachten sind.
Der Sternhimmel an Winterabenden ist im Jahreskreis der schönste -- denn er zeigt 17 der 30 hellsten Sterne des gesamten Himmels.

## Bekannte Wintersternbilder
Etwa 35 % der auf mittleren nördlichen Breitengraden sichtbaren Sternbilder können als Wintersternbilder bezeichnet werden. An den Rändern überlagern sie sich mit den Frühlings- bzw. Herbst-Sternbildern  (ohne Sammelartikel, weil diese Sternbilder relativ unscheinbar sind).
Zu den bekanntesten Winter-Konstellationen gehören:
- Orion mit seinen Begleitern Großer und Kleiner Hund (Canis major und minor), Zwillinge (Gemini), Fuhrmann (Auriga) und Stier (Taurus). Deren Hauptsterne bilden zusammen das sogenannte Wintersechseck.
- einige Sternbilder rechts (westlich) des Orion: Widder (Aries), Kopf des Walfischs (Cetus), Eridanus und Hase (Lepus), sowie östlich das Einhorn (Monoceros)
- nahe dem Zenit die Sternbilder Perseus und Kassiopeia.